# باتريا باسي
باتريا باسي (بالإنجليزية: Patria Pasi)‏ هي ناقلة جنود مدرعة فنلندية ذات ست عجلات ( APC) مصممة لقوات الدفاع الفنلندية. تم إنتاج النسخة الأولى في عام 1983.

## مستخدمين
- النمسا: القوات المسلحة النمساوية, و أندوف .[1]
- الدنمارك: القوات البرية الدانماركية
- هولندا: القوات البرية الهولندية
- النرويج: القوات المسلحة الملكية النرويجية.
- السويد: الجيش السويدي.
- الأمم المتحدة: قوة الأمم المتحدة المؤقتة في لبنان في لبنان.

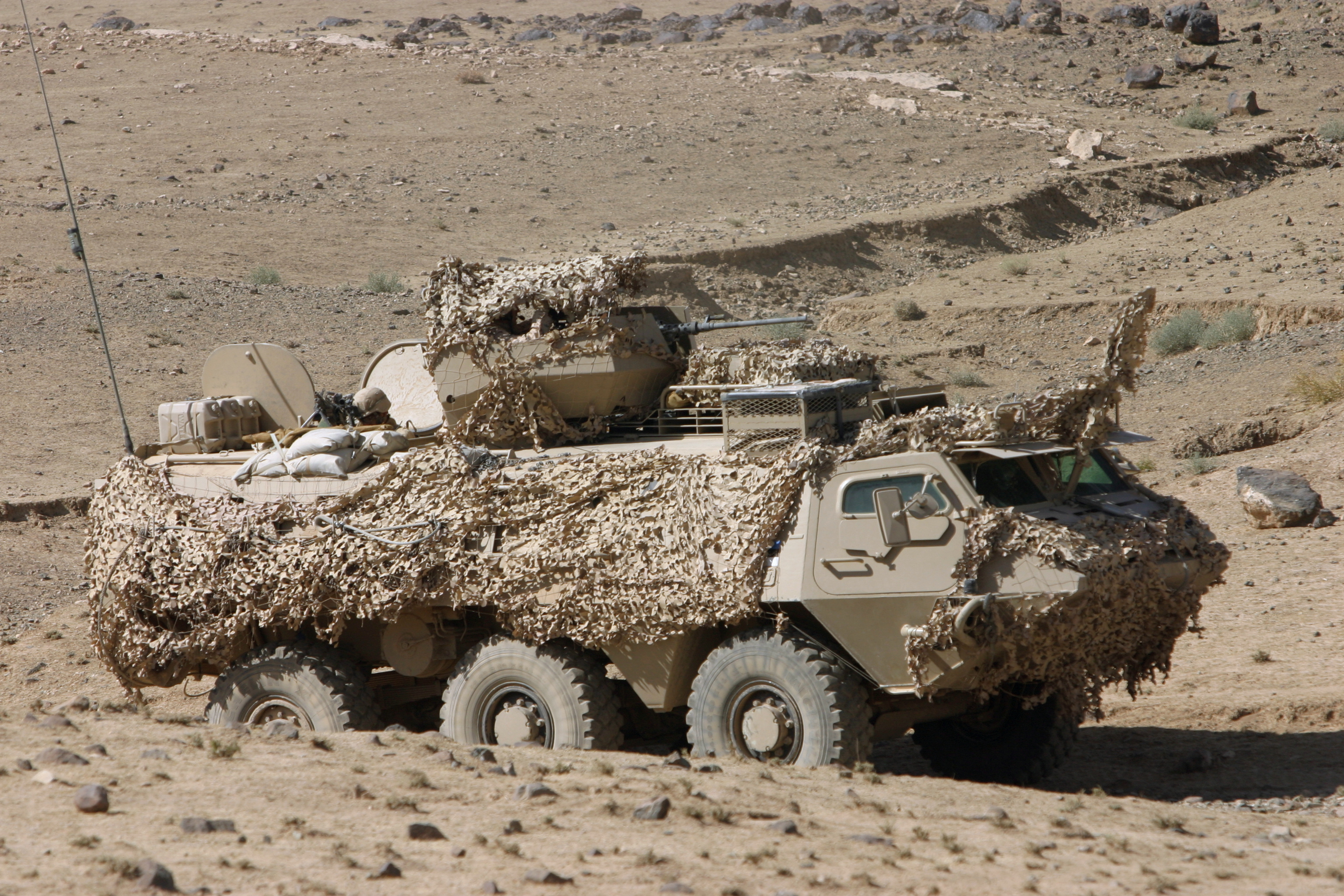
باتريا باسي في أفغانستان.